# Juan Botasso
Juan Carlos Botasso (23 octobre 1908 – 5 octobre 1950) était un footballeur argentin qui évoluait au poste de gardien de but.

## Carrière
Botasso commença sa carrière en 1927 à l'Argentino de Quilmes. Après la Coupe du monde 1930 il signa au Racing Club de Avellaneda, où il joua jusqu'en 1938. Il retourna ensuite à l'Argentino de Quilmes, qui évoluait alors en seconde division. 
Il fut le gardien de but de la sélection argentine lors de la première édition de la Coupe du monde de football, qui se tint en 1930. Botasso gardait les buts argentins lors de la finale (défaite 4-2 contre l'Uruguay).